# Lijst van FIA World Endurance Championship-coureurs
De volgende coureurs hebben zich ten minste één keer ingeschreven voor een FIA World Endurance Championship-race sinds 2012. Van de momenteel actieve renners (seizoen 2025) zijn de namen vet afgedrukt.
De lijst is bijgewerkt tot 14 juli 2025.

## A
- Jonathan Aberdein
- Vincent Abril
- Daniel Abt
- Jonathan Adam
- Riccardo Agostini
- Rui Águas - LMGTE Am kampioen 2016
- Jack Aitken
- Christijan Albers
- Filipe Albuquerque - LMP2 kampioen 2019-20
- Diego Alessi
- Ahmad Al Harthy
- Michail Aljosjin
- James Allen
- Fernando Alonso - LMP1 kampioen 2018-19
- Sebastián Álvarez
- Zoël Amberg
- Dennis Andersen
- Julien Andlauer
- Rui Andrade - LMP2 kampioen 2023
- Scott Andrews
- Christophe d'Ansembourg
- Takuma Aoki
- Seiji Ara
- Nicolas Armindo
- Lance David Arnold
- Antares Au
- Bill Auberlen
- Gabriel Aubry
- Lucas Auer
- Michael Avenatti
- Soheil Ayari

## B
- Fabio Babini
- Jean-Marc Bachelier
- Klaus Bachler - LMGT3 kampioen 2024
- Ludovic Badey
- Bertrand Baguette - LMP2 kampioen 2013
- Nigel Bailly
- Alessandro Balzan
- Earl Bamber - LMP1 kampioen 2017
- Will Bamber
- Rodrigo Baptista
- João Barbosa
- Ben Barker
- Ben Barnicoat
- Eduardo Barrichello
- Rubens Barrichello
- Fabien Barthez
- Aleksey Basov - LMGTE Am kampioen 2015
- Erwan Bastard
- Dominique Bastien
- Sébastien Baud
- Mathias Beche - LMP1-L kampioen 2014, LMP1 Private kampioen 2015
- David Beckmann
- Andrea Belicchi
- Matt Bell
- Rob Bell
- Townsend Bell
- Ivan Bellarosa
- Jean-Philippe Belloc
- Carl Bennett
- Olivier Beretta
- Jörg Bergmeister - LMGTE Am kampioen 2018-19
- Timo Bernhard - LMP1 kampioen 2015, 2017
- Enrique Bernoldi
- Martin Berry
- Nathanaël Berthon
- Andrea Bertolini - LMGTE Am kampioen 2015
- René Binder
- Bill Binnie
- Gustav Birch
- Sam Bird - LMP2 kampioen 2015
- Howard Blank
- Jeroen Bleekemolen
- Tom Blomqvist
- Timur Boguslavskiy
- Ralf Bohn
- Cem Bölükbaşı
- Jonathan Bomarito
- Marco Bonanomi
- Antonin Borga
- Patrick Bornhauser
- Mirko Bortolotti
- Christophe Bouchut
- Nicholas Boulle
- Jean-Christophe Boullion
- Sébastien Bourdais
- Christophe Bourret
- Jean-Bernard Bouvet
- Sarah Bovy
- Wayne Boyd
- David Brabham
- Richard Bradley
- Romain Brandela
- Colin Braun
- Rik Breukers
- Bastien Brière
- Jason Bright
- Ryan Briscoe
- Ed Brown
- Nick de Bruijn
- Alex Brundle
- Martin Brundle
- Gianmaria Bruni - LMGTE Pro kampioen 2013, 2014
- Oliver Bryant
- Anders Buchardt
- Sébastien Buemi - LMP1 kampioen 2014, 2018-19, Hypercar kampioen 2022, 2023
- Alex Buncombe
- Timothé Buret
- Tony Burgess
- Darren Burke
- Jenson Button
- Yelmer Buurman

## C
- Niki Cadei
- Matteo Cairoli
- James Calado - LMGTE Pro kampioen 2017, 2021, 2022
- Andrea Caldarelli
- Tatiana Calderón
- Olli Caldwell
- Konstantīns Calko
- Joël Camathias
- Dane Cameron
- Duncan Cameron
- Matt Campbell
- Jamie Campbell-Walter - LMGTE Am kampioen 2013
- Julien Canal - LMP2 kampioen 2015, 2017
- Macéo Capietto
- Vincent Capillaire
- Rinaldo Capello
- Adam Carroll
- Lorenzo Casè
- Nick Cassidy
- Francesco Castellacci
- Efrin Castro
- Nick Catsburg - LMGTE Am kampioen 2023
- Josh Caygill
- Jamie Chadwick
- Karun Chandhok
- Jan Charouz
- Paul-Loup Chatin
- Henrique Chaves
- Eddie Cheever III
- Han-Chen Chen
- Jun-San Chen
- Morris Chen
- Congfu Cheng
- David Cheng
- Max Chilton
- Michael Christensen - LMGTE Pro kampioen 2018-19
- Marco Cioci
- Jack Clarke
- Tom Cloet
- Jonny Cocker
- Alexandre Coigny
- Franco Colapinto
- Jonathan Coleman
- Emmanuel Collard - LMGTE Am kampioen 2016, 2019-20
- Ben Collins
- Lorenzo Colombo
- Mike Conway - LMP1 kampioen 2019-20, Hypercar kampioen 2021
- James Cottingham
- John Corbett
- Juan Manuel Correa
- Albert Costa
- António Félix da Costa - LMP2 kampioen 2022
- Nicolas Costa
- Stefano Costantini
- Alexandre Cougnaud
- Kei Cozzolino
- Erwin Creed
- Christophe Cresp
- Matteo Cressoni
- Sebastien Crubilé
- Ryan Cullen
- Chris Cumming
- Bret Curtis

## D
- Thomas Dagoneau
- Paul Dalla Lana - LMGTE Am kampioen 2017
- Ryan Dalziel
- Paul Daniels
- Anthony Davidson - LMP1 kampioen 2014
- Alex Davison
- Roman De Angelis
- Derek DeBoer
- Adrien De Leener
- Jean-Denis Delétraz
- Louis Delétraz - LMP2 kampioen 2023
- Patrick Dempsey
- Jake Dennis
- Pipo Derani
- Franck Dezoteux
- Alfonso Diaz Guerra
- Luis Díaz
- Marvin Dienst
- Tom Dillmann
- Michael Dinan
- Scott Dixon
- Simon Dolan
- Craig Dolby
- Matt Downs
- David Droux
- Mattia Drudi
- Felipe Drugovich
- Philippe Dumas
- Romain Dumas - LMP1 kampioen 2016
- Peter Dumbreck
- Loïc Duval - LMP1 kampioen 2013
- Chris Dyson

## E
- Charlie Eastwood
- Pedro Ebrahim
- Jonny Edgar
- Sean Edwards
- Frits van Eerd
- Pierre Ehret
- Philipp Eng
- Henning Enqvist
- Kévin Estre - LMGTE Pro kampioen 2018-19, Hypercar kampioen 2024
- Jaxon Evans
- Mitch Evans

## F
- Charlie Fagg
- Abdulaziz al Faisal
- John Falb
- Jody Fannin
- Augusto Farfus
- Dominik Farnbacher
- Michael Fassbender
- Marcel Fässler - LMP1 kampioen 2012
- Frédéric Fatien
- Horst Felbermayr jr.
- Adrián Fernández
- Rob Ferriol
- Alain Ferté
- Orey Fidani
- Jody Firth
- Giancarlo Fisichella
- Emerson Fittipaldi
- Pietro Fittipaldi
- Anders Fjordbach
- Thomas Flohr
- Sophia Flörsch
- Lorenzo Fluxá
- Jon Fogarty
- Robby Foley
- Adderly Fong
- Joe Foster
- Nick Foster
- Felipe Fraga
- Marino Franchitti
- Michel Frey
- Rahel Frey
- Robin Frijns - LMP2 kampioen 2021
- Chris Froggatt
- Tomonobu Fujii
- Antonio Fuoco

## G
- Natacha Gachnang
- Tom Gamble
- Antonio García
- Esteban Garcia
- Giedo van der Garde
- Bijoy Garg
- Michelle Gatting
- Stefano Gattuso
- Oliver Gavin
- Finn Gehrsitz
- Sean Gelael
- Marc Gené
- Jack Gerber
- Reshad de Gerus
- Luca Ghiotto
- Raffaele Giammaria
- Pascal Gibon
- Kuba Giermaziak
- Andrew Gilbert
- Antonio Giovinazzi
- Gianluca Giraudi
- Fabien Giroix
- Shane van Gisbergen
- Jean Glorieux
- Roald Goethe
- Marcos Gomes
- Tristan Gommendy
- Ricardo González - LMP2 kampioen 2013
- Roberto González - LMP2 kampioen 2022
- Rodolfo González
- Steffen Görig
- Manuela Gostner
- Marc Goossens
- Jules Gounon
- Lucas di Grassi
- Tor Graves
- Oliver Gray
- Liam Griffin
- Matt Griffin
- Bonamy Grimes
- Garett Grist
- Romain Grosjean
- Brenton Grove
- Stephen Grove
- Conrad Grunewald
- Enzo Guibbert
- Esteban Guerrieri
- Ross Gunn
- Esteban Gutiérrez
- Jose Gutiérrez

## H
- Ferdinand Habsburg - LMP2 kampioen 2021
- Philippe Haezebrouck
- Stuart Hall - LMGTE Am kampioen 2013
- David Hallyday
- Hiroshi Hamaguchi
- Archie Hamilton
- Lorcan Hanafin
- Ollie Hancock
- Sam Hancock
- Joey Hand
- Euan Hankey
- Ben Hanley
- Philip Hanson - LMP2 kampioen 2019-20
- David Heinemeier Hansson - LMGTE Am kampioen 2014
- Ryan Hardwick
- Jason Hart
- Loek Hartog
- John Hartshorne
- Brendon Hartley - LMP1 kampioen 2015, 2017, Hypercar kampioen 2022, 2023
- Andrew Haryanto
- Valentin Hasse-Clot
- Jack Hawksworth
- Mike Hedlund
- Henrik Hedman
- Nick Heidfeld - LMP1-L kampioen 2014
- Richard Heistand
- Éric Hélary
- Tijmen van der Helm
- Wolf Henzler
- François Hériau
- Jan Heylen
- Ryo Hirakawa - Hypercar kampioen 2022, 2023
- Katsuyuki Hiranaka
- Gary Hirsch
- Jonathan Hirschi
- Lin Hodenius
- Charles Hollings
- Marco Holzer
- Thomas Holzer
- Christian Hook
- Laurents Hörr
- Satoshi Hoshino
- Andrew Howard
- Matthew Howson
- Chris Hoy
- Scott Huffaker
- Warren Hughes
- Jonathan Hui
- Nico Hülkenberg
- Chandler Hull
- P. J. Hyett

## I
- Romain Iannetta
- José Ibañez
- Keiko Ihara
- Philippe Illiano
- Callum Ilott
- Alexandre Imperatori - LMP1 Private kampioen 2016
- Rolf Ineichen
- Vuttikhorn Inthraphuvasak
- Brendan Iribe
- Matevos Isaakjan
- Motoaki Ishikawa

## J
- Jazeman Jaafar
- Tom Jackson
- James Jakes
- Malthe Jakobsen
- François Jakubowski
- Ian James
- Nico Jamin
- Mathieu Jaminet
- Neel Jani - LMP1 kampioen 2016
- Oliver Jarvis
- Mathys Jaubert
- Gunnar Jeannette
- Axcil Jefferies
- Nabil Jeffri
- Kasper H. Jensen
- Michael Jensen
- Mikkel Jensen
- Stefan Johansson
- Billy Johnson
- Jimmie Johnson
- Ed Jones
- Ate de Jong
- Niclas Jönsson
- Julien Jousse
- Maxime Jousse
- Elton Julian
- Daniel Juncadella
- Rudy Junco

## K
- Jim Ka To
- Pierre Kaffer
- Matthias Kaiser
- Tony Kanaan
- Jonny Kane
- Alex Kapadia
- Hiroki Katoh
- Robert Kaufmann
- Ben Keating - LMGTE Am kampioen 2022, 2023
- Leh Keen
- Patrick Kelly
- Tommy Kendall
- Jonathan Kennard
- Lars Kern
- Robbie Kerr
- Tacksung Kim
- Tom Kimber-Smith
- Takeshi Kimura
- Jordan King
- Marvin Klein
- Christian Klien
- Kamui Kobayashi - LMP1 kampioen 2019-20, Hypercar kampioen 2021
- Kenji Kobayashi
- Hiroshi Koizumi
- Matej Konôpka
- Miroslav Konôpka
- Dominik Kraihamer - LMP1 Private kampioen 2016
- Tom Kristensen - LMP1 kampioen 2013
- Jesse Krohn
- Tracy Krohn
- Michael Krumm
- Niklas Krütten
- Robert Kubica - LMP2 kampioen 2023
- Yuji Kunimoto
- Haruki Kurosawa
- George Kurtz
- Mark Kvamme
- Daniil Kvjat

## L
- Roberto Lacorte
- Anton Ladygin
- Kirill Ladygin
- Patrice Lafargue
- Paul Lafargue
- Jean-Baptiste Lahaye
- Matthieu Lahaye
- Jan Lammers
- Pedro Lamy - LMGTE Am kampioen 2017
- Jon Lancaster
- Nicolas Lapierre - LMP2 kampioen 2016, 2018-19
- Andreas Laskaratos
- Alessandro Latif
- Florian Latorre
- Mathias Lauda - LMGTE Am kampioen 2017
- Thomas Laurent
- Conrad Laursen
- Johnny Laursen
- Côme Ledogar
- Lucas Légeret
- Katherine Legge
- Fabio Leimer
- Bas Leinders
- Federico Leo
- Darren Leung
- Nicolas Leutwiler
- Nick Leventis
- Giammarco Levorato
- Marc Lieb - LMP1 kampioen 2016
- Richard Lietz - LMGTE Pro kampioen 2015
- Kelvin van der Linde
- Sheldon van der Linde
- Patrick Lindsey - LMGTE Am kampioen 2018-19
- Vitantonio Liuzzi
- Olivier Lombard
- Vladislav Lomko
- Patrick Long
- Francisco Longo
- José María López - LMP1 kampioen 2019-20, Hypercar kampioen 2021
- André Lotterer - LMP1 kampioen 2012, Hypercar kampioen 2024
- Wei Lu
- Frederick Lubin
- Lucas Luhr
- Eric Lux
- Alex Lynn

## M
- Xavier Maassen
- Mikkel Mac
- Alex MacDowall
- Cooper MacNeil
- Jan Magnussen
- Kevin Magnussen
- Franck Mailleux
- Arjun Maini
- Kush Maini
- Frédéric Makowiecki
- Manuel Maldonado
- Pastor Maldonado
- Yannick Mallégol
- Matteo Malucelli
- Aleksandr Malychin - LMGT3 kampioen 2024
- Daniel Mancinelli
- Peter Ashley Mann
- Simon Mann
- Marco Mapelli
- Raffaele Marciello
- Jann Mardenborough
- Erik Maris
- David Markozov
- Michael Marsal
- Célia Martin
- John Martin
- Maxime Martin
- Esteban Masson
- Rino Mastronardi
- Clément Mateu
- Tsugio Matsuda
- Alexander Mattschull
- Anthony McIntosh
- Matt McMurry
- Allan McNish - LMP1 kampioen 2013
- Maurizio Mediani
- Ralph Meichtry
- Jaime Melo, Jr.
- Gustavo Menezes - LMP2 kampioen 2016
- Roberto Merhi
- Jean-Marc Merlin
- Thomas Merrill
- Dwight Merriman
- Christopher Mies
- Charles Milesi - LMP2 kampioen 2021
- Patrice Milesi
- Marc Miller
- Ollie Millroy
- Tommy Milner
- Nicolas Minassian
- Ritomo Miyata
- Weng Sun Mok
- Miguel Molina
- Jens Reno Møller
- Philippe Mondolot
- Franck Montagny
- Frankie Montecalvo
- Tiago Monteiro
- Juan Pablo Montoya
- Nigel Moore
- Guillaume Moreau
- Yoshiharu Mori
- Luca Moro
- Edoardo Mortara
- Alex Mortimer
- Satoshi Motoyama
- Johnny Mowlem
- Stefan Mücke
- Dirk Müller
- Nico Müller
- Sven Müller
- Michael Munemann

## N
- Kazuki Nakajima - LMP1 kampioen 2018-19
- Shinji Nakano
- Yuichi Nakayama
- Raymond Narac
- Felipe Nasr
- Norman Nato
- André Negrão - LMP2 kampioen 2018-19
- Xandy Negrão
- Oswaldo Negri jr.
- Angelo Negro
- Seth Neiman
- Thomas Neubauer
- Harrison Newey
- Jacques Nicolet
- Pierre Nicolet
- Patric Niederhauser
- Christina Nielsen
- Nicklas Nielsen - LMGTE Am kampioen 2019-20, 2021
- Colin Noble
- Clément Novalak
- Christoffer Nygaard

## O
- Johnny O'Connell
- Sébastien Ogier
- Guilherme Oliveira
- João Paulo de Oliveira
- Dennis Olsen
- Lucas Ordoñez
- Jegor Oroedzjev
- Johannes van Overbeek
- Will Owen
- Darryl O'Young

## P
- Sébastien Page
- Simon Pagenaud
- Steven Palette
- Álex Palou
- Markus Palttala
- Nelson Panciatici
- Tim Pappas
- Álvaro Parente
- Mike Parisy
- Gaëtan Patelou
- Mark Patterson
- Ulysse de Pauw
- Mikkel O. Pedersen
- Riccardo Pera
- Dylan Pereira
- David Perel
- Franck Perera
- Luis Pérez Companc
- Egidio Perfetti - LMGTE Am kampioen 2018-19
- Piergiuseppe Perrazini
- Pierre Perret
- François Perrodo - LMGTE Am kampioen 2016, 2019-20, 2021
- Philipp Peter
- Jens Petersen
- Giacomo Petrobelli
- Vitali Petrov
- John Pew
- Sergio Pianezzola
- Alessio Picariello
- Andrea Piccini
- Alessandro Pier Guidi - LMGTE Pro kampioen 2017, 2021, 2022
- Josh Pierson
- Julien Piguet
- Patrick Pilet
- Doriane Pin
- Nico Pino
- Francesco Piovanetti
- Nelson Piquet jr.
- David Pittard
- Andrea Pizzitola
- Antônio Pizzonia
- Olivier Pla
- Martin Plowman - LMP2 kampioen 2013
- Anthony Pons
- Fred Poordad
- Olivier Porta
- Enzo Potolicchio
- Kristian Poulsen - LMGTE Am kampioen 2014
- Théo Pourchaire
- Thomas Preining
- Louis Prette
- Philippe Prette
- Andy Priaulx
- Sebastian Priaulx
- Harold Primat
- Nicolas Prost - LMP1-L kampioen 2014, LMP1 Private kampioen 2015
- Kevin Pu
- Spencer Pumpelly

## Q
- Khaled Al Qubaisi
- Alex Quinn

## R
- Stéphane Raffin
- Riccardo Ragazzi
- Pierre Ragues
- Miguel Ramos
- Matt Rao
- Naveen Rao
- Oliver Rasmussen
- René Rast
- Fernando Rees
- Wolfgang Reip
- Robert Renauer
- Paul di Resta
- Alex Riberas
- Romano Ricci
- Martin Rich
- George Richardson
- Stéphane Richelmi - LMP2 kampioen 2016
- Christian Ried
- Jonas Ried
- Davide Rigon
- Charlie Robertson
- Zacharie Robichon
- Arnold Robin
- Maxime Robin
- Mike Rockenfeller
- Gianluca Roda
- Giorgio Roda
- Manuel Rodrigues
- Roman Roesinov - LMP2 kampioen 2015
- Memo Rojas
- Maxwell Root
- Felix Rosenqvist
- Fabien Rosier
- Alexander Rossi
- Valentino Rossi
- James Rossiter
- Marc Rostan
- Léo Roussel
- Alessio Rovera - LMGTE Am kampioen 2021
- Oliver Rowland
- Paolo Ruberti
- Fran Rueda
- Michele Rugolo
- Martin Rump

## S
- Hugo de Sadeleer
- Koki Saga
- Rodrigo Sales
- Mika Salo
- Stéphane Sarrazin
- Marino Sato
- Takuma Sato
- Grégoire Saucy
- Frédéric Sausset
- Keita Sawa
- Frederik Schandorff
- Julien Schell
- Fabio Scherer
- Claudio Schiavoni
- Clemens Schmid
- Daniel Schneider
- Mirco Schultis
- Mick Schumacher
- Morris Schuring
- Aaron Scott
- Marco Seefried
- Jeff Segal
- Bruno Senna - LMP2 kampioen 2017
- Giorgio Sernagiotto
- Daniel Serra
- Antonio Serravalle
- Yasser Shahin
- Viktor Shaitar - LMGTE Am kampioen 2015
- Scott Sharp
- Mark Shulzhitskiy
- Robert Shwartzman
- Nolan Siegel
- Jean-Baptiste Simmenauer
- Alexander Sims
- Allan Simonsen
- Benny Simonsen
- Kyffin Simpson
- Michael Simpson
- Sergej Sirotkin
- Mike Skeen
- Jakub Śmiechowski
- Guy Smith
- Robert Smith
- Marco Sørensen - LMGTE Pro kampioen 2016, 2019-20, LMGTE Am kampioen 2022
- Bernardo Sousa
- Bruno Spengler
- Max van Splunteren
- Richie Stanaway
- Will Stevens - LMP2 kampioen 2022
- Casper Stevenson
- Luca Stolz
- Dean Stoneman
- Rémy Striebig
- Joel Sturm - LMGT3 kampioen 2024
- Bill Sweedler
- Nicolai Sylvest

## T
- Inès Taittinger
- Liam Talbot
- Alexander Talkanitsa
- Adrien Tambay
- Weiron Tan
- Nick Tandy
- Jordan Taylor
- Ricky Taylor
- Konstantin Teresjtsjenko
- Nicki Thiim - LMGTE Pro kampioen 2016, 2019-20
- Pierre Thiriet - LMP2 kampioen 2018-19
- Philippe Thirion
- Steven Thomas
- Kyle Tilley
- Harry Tincknell
- Christophe Tinseau
- Custodio Toledo
- Martin Tomczyk
- Benoît Tréluyer - LMP1 kampioen 2012
- Jordan Tresson
- Eric Trouillet
- Simon Trummer
- Yorikatsu Tsujiko
- Ben Tuck
- Scott Tucker
- Ho-Pin Tung
- Darren Turner
- Oliver Turvey
- Mathéo Tuscher - LMP1 Private kampioen 2016

## U
- Masayuki Ueda
- Filip Ugran
- Job van Uitert
- Christoph Ulrich
- Răzvan Umbrărescu

## V
- Stoffel Vandoorne
- Gilles Vannelet
- Tom Van Rompuy
- Dries Vanthoor
- Laurens Vanthoor - Hypercar kampioen 2024
- Nicolás Varrone - LMGTE Am kampioen 2023
- Tristan Vautier
- Matthieu Vaxivière
- Mirko Venturi
- Jean-Éric Vergne
- Jean Karl Vernay
- Frederik Vesti
- Brian Vickers
- Toni Vilander - LMGTE Pro kampioen 2014
- Jacques Villeneuve
- Bent Viscaal
- Beitske Visser
- Larry ten Voorde
- Nyck de Vries

## W
- Lilou Wadoux
- Michael Wainwright
- James Walker
- Michael Waltrip
- Andrew Watson
- Danny Watts
- Oliver Webb
- Mark Webber - LMP1 kampioen 2015
- Richard Wee
- Kevin Weeda
- Pascal Wehrlein
- Tony Wells
- Dirk Werner
- Alexander West
- Richard Westbrook
- Paul White
- Ugo de Wilde
- Lewis Williamson
- Roger Wills
- James Winslow
- Björn Wirdheim
- Marco Wittmann
- Kuno Wittmer
- Alexander Wurz
- Stephen Wyatt

## Y
- Gustavo Yacamán
- Yutaka Yamagishi
- Nobuya Yamanaka
- Kenta Yamashita
- Afiq Ikhwan Yazid
- Nick Yelloly
- Ye Yifei
- Naoki Yokomizo
- Salih Yoluç
- Rodin Younessi
- Don Yount

## Z
- Renger van der Zande
- Sergei Zlobin - LMP2 kampioen 2014
- David Zollinger
- Christian Zugel

2012 · 2013 · 2014 · 2015 · 2016 · 2017 · 2018-2019 · 2019-2020 · 2021 · 2022 · 2023 · 2024 · 2025

Lijst van coureurs